# Finančník
Finančník (angl. financier nebo moneyman) je osoba, která díky svým odborným znalostem finančního trhu poskytuje hodnocení a poradenství v oblasti investování kapitálu a hospodaření s penězi.
Mezi jeho další činnosti patří finanční plánování, odborně posudková činnost, wealth management, analýza aktiv a pasiv i konkrétní doporučení k pravidelným příjmům a výdajům. Tím udává jasný směr v hospodaření společnosti, podpoře dostatečného cash flow a v celkovém přístupu k financím.

## Definice
Finančník rozumí oblastem, jako jsou kapitálové a reálné investice, zajištění majetku a rodinných příjmů, analýza úvěrových trhů, nastavení a fungování systému penzí i oblasti spoření a tvorbě finančních rezerv. Má přehled o souvislostech mezi ekonomickou, sociální, hospodářskou a politickou situací. V mnoha případech je zároveň bankéřem či manažerem finanční společnosti. Mezi jeho další činnosti může patřit vzdělávání a podpora finanční gramotnosti, lektorování i případná mentorská činnost mladých rodin i začínajících podnikatelů.

## Historie

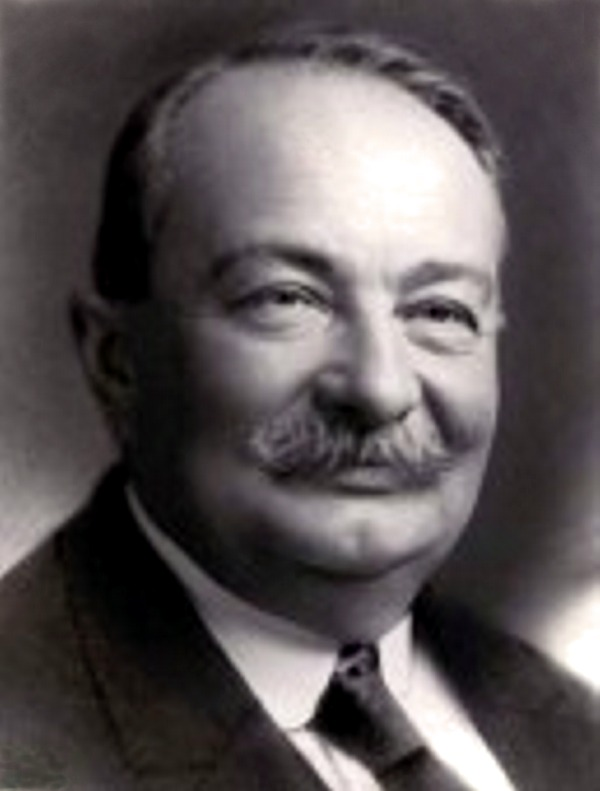
JUDr. Jaroslav Preiss

### Čeští finančníci za první republiky
- JUDr. Jaroslav Preiss (1870-1946) - nejznámější a nejvlivnější český finančník první Československé republiky, vedoucí činitel Živnostenské banky
- JUDr. Alois Rašín (1867-1923), československý ministr financí